# Consell General de l'Aude

Logo del Consell General

El Consell General de l'Aude és l'assemblea deliberant executiva del departament francès de l'Aude, a la regió d'Occitània.
La seu es troba a Carcassona i des de 1998 el president és Marcel Raynaud (PS).

## Composició
El març de 2008 el Consell General de l'Aude era constituït per 35 elegits pels 35 cantons de l'Aude.
| Grup                                                    | Nombre de consellers generals | President del Grup | Estatut  |
| ------------------------------------------------------- | ----------------------------- | ------------------ | -------- |
| Grup UMP i no inscrits                                  | 5                             | Julien Mario       | Oposició |
| Grup « Majorité Départementale » (socialistes i aliats) | 30                            | Michel Escande     | Majoria  |

## Vicepresidents
- Pierre Authier (PS), 1r vicepresident encarregat de les finances i recursos humans
- Paul Durand (PS), 2è vicepresident encarregat de la solidaritat i acció social
- Alain Marcaillou (PCF), 3è vicepresident encarregat del patrimoni i transports
- Pierre Tournier (PS), 4è vicepresident encarregat de les Infraestructures de transport
- Jacques Arino (PS), 5è vicepresident
- Michel Escande (PS), 6è vicepresident encarregat de l'ordenament territorial
- Marcel Martinez (PS), 7è vicepresident encarregat de desenvolupament econòmic i turístic
- Michel Brousse (PS), 8è vicepresident encarregat de medi ambient i prevenció de riscos naturals
- Anne-Marie Jourdet (PS), 9è vicepresident
- André Viola (PS), 10è vicepresident encarregat de l'ensenyament, cultura, esport, i jovetut